# إميل براون
إميل براون هو مهندس وسياسي بلجيكي، ولد في 2 ديسمبر 1849 في بلجيكا، وتوفي في 30 أغسطس 1927 في فيشي في فرنسا. انتخب عضو مجلس النواب من بلجيكا.

## معرض صور

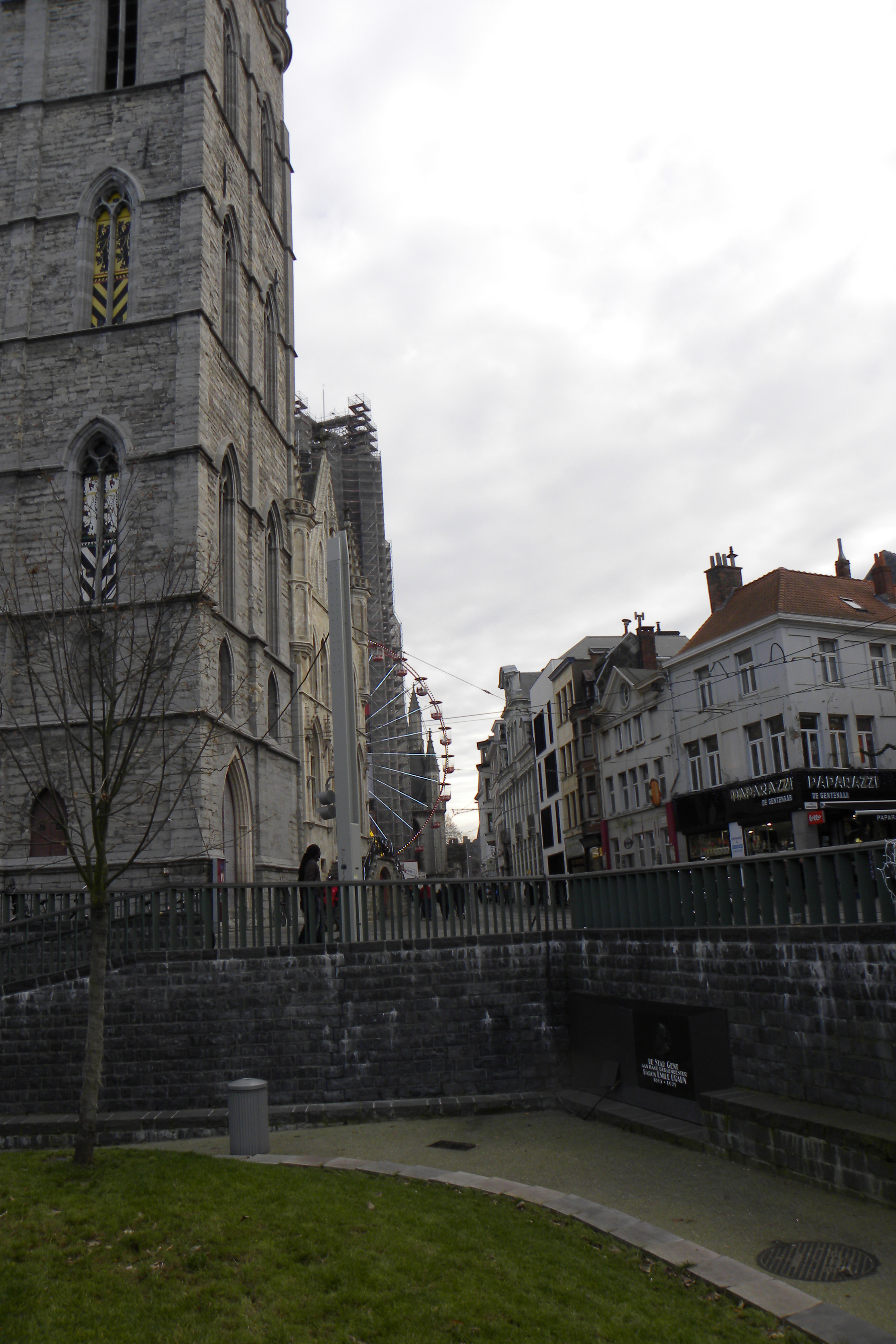
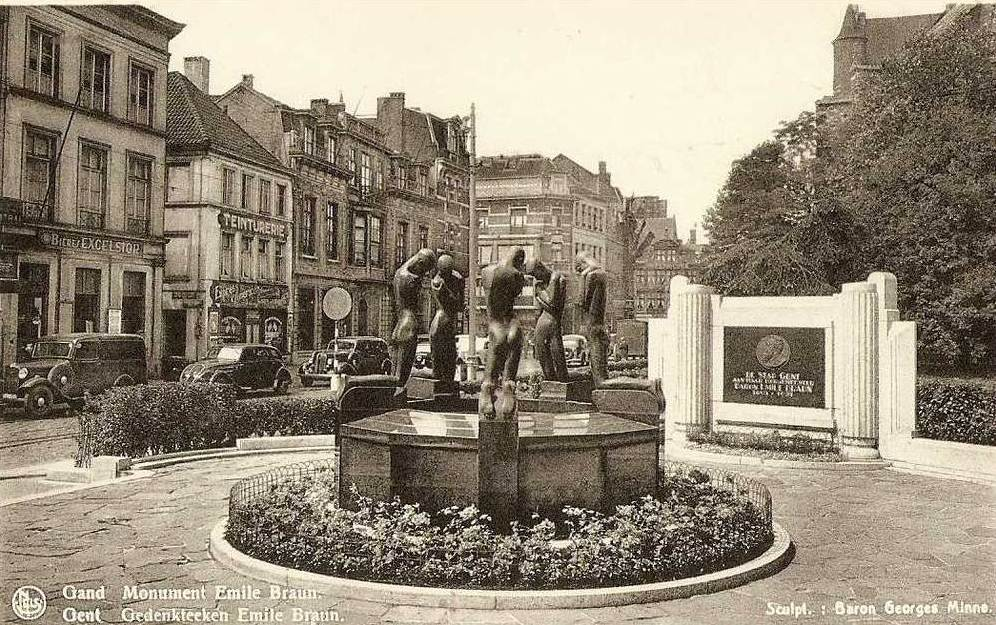
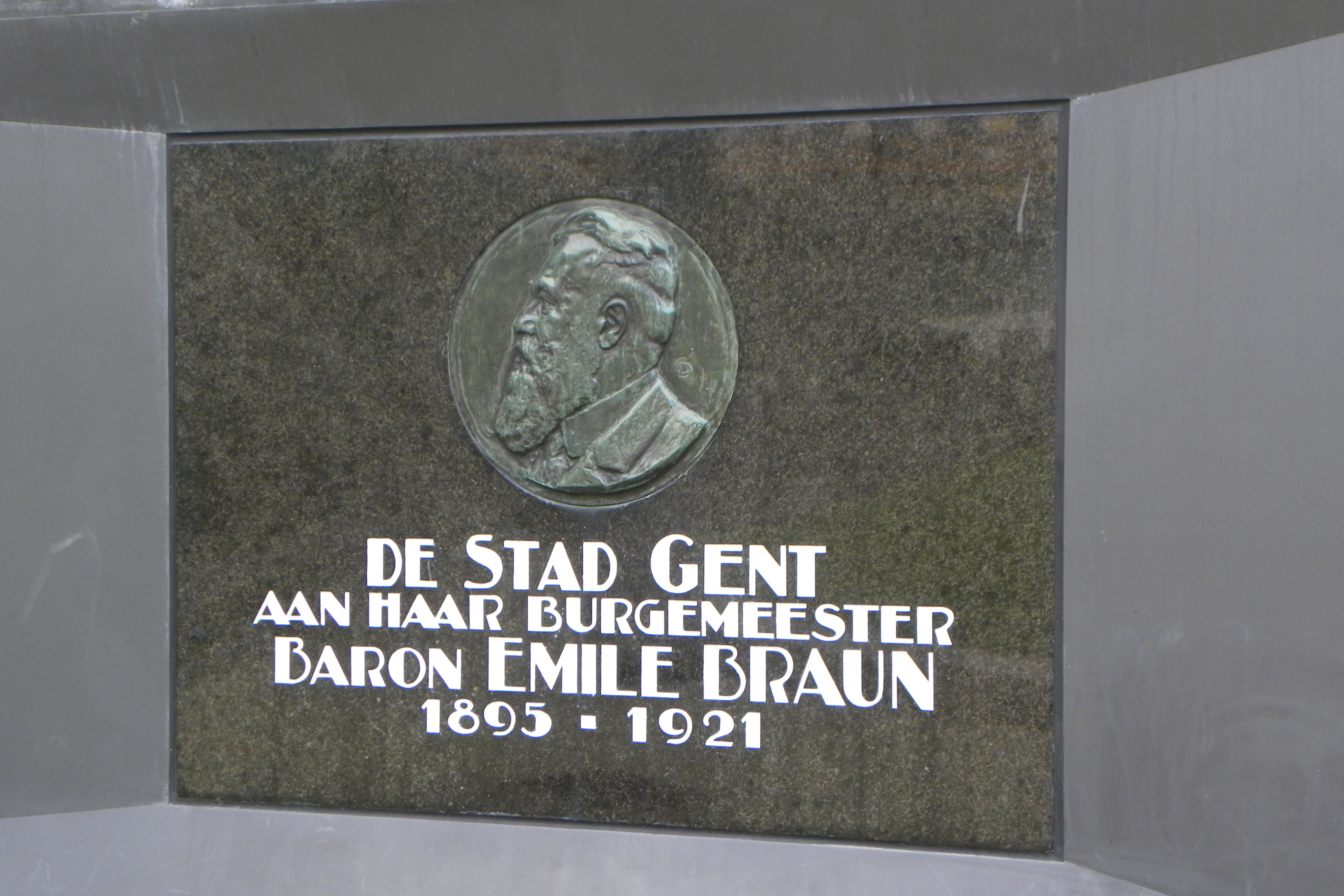